# Cirsium jorullense
Cirsium jorullense là một loài thực vật có hoa trong họ Cúc. Loài này được (Kunth) Spreng. mô tả khoa học đầu tiên năm 1826.